# Rumigny (Ardennes)
Rumigny [rumiňy] je francouzská obec v departementu Ardensko v regionu Grand Est. Žije zde 269 obyvatel.

## Poloha obce
Obec leží  na severozápadě departementu Ardensko u hranic s departementem Aisne, tedy i u hranic regionu Grand Est s regionem Hauts-de-France.

### Sousední obce
| Růžice kompasu | Hannappes                  | Bossus-lès-Rumigny, Antheny | Champlin | Růžice kompasu |
| Růžice kompasu | Logny-lès-Aubenton (Aisne) | Sever                       | Aouste   | Růžice kompasu |
| Růžice kompasu | Logny-lès-Aubenton (Aisne) | Rumigny                     | Aouste   | Růžice kompasu |
| Růžice kompasu | Logny-lès-Aubenton (Aisne) | Jih                         | Aouste   | Růžice kompasu |
| Růžice kompasu | Mont-Saint-Jean (Aisne)    | Blanchefosse-et-Bay         |          | Růžice kompasu |

## Galerie

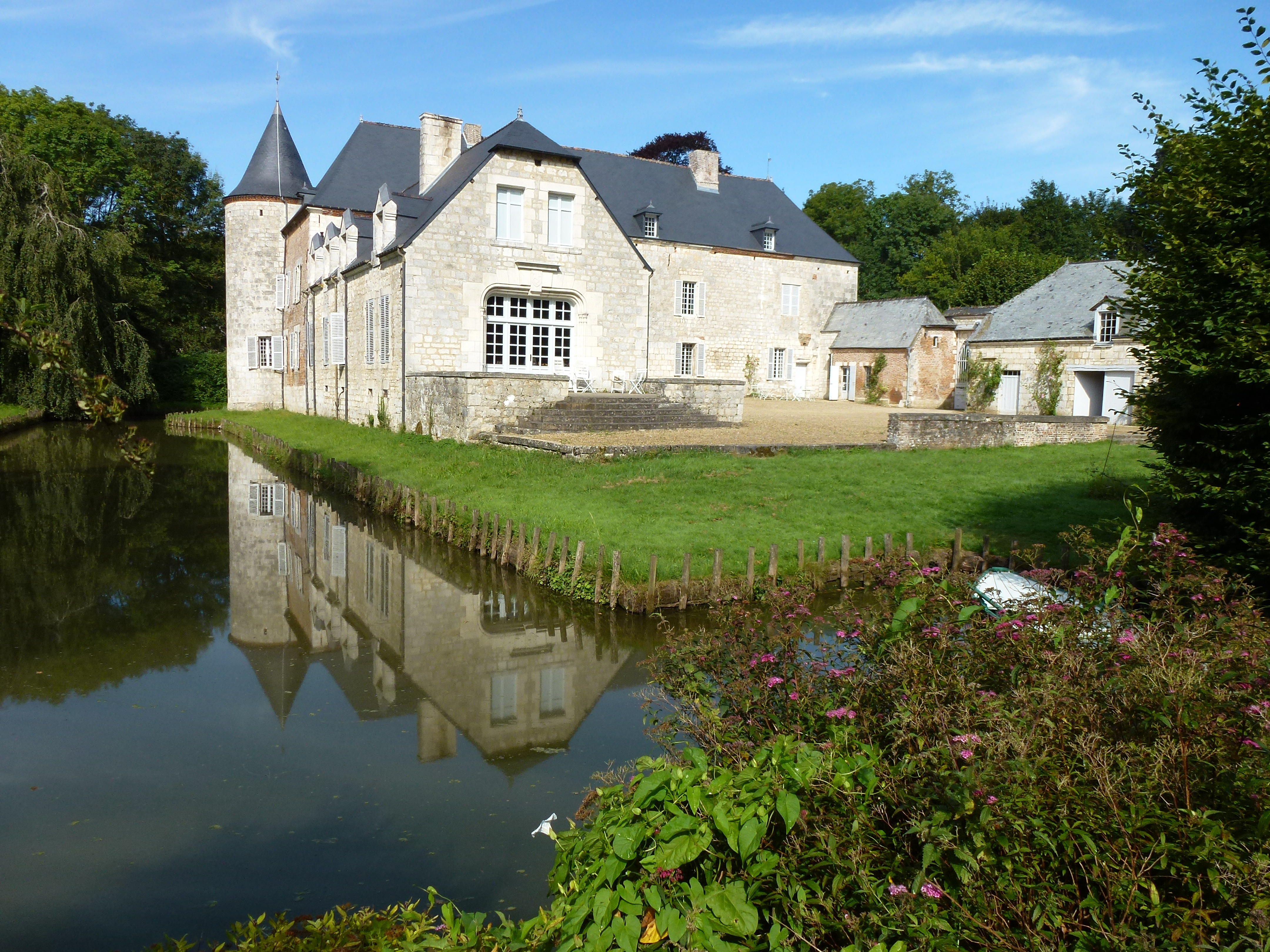
Vodní zámek Cour des Prés (16. stol.)
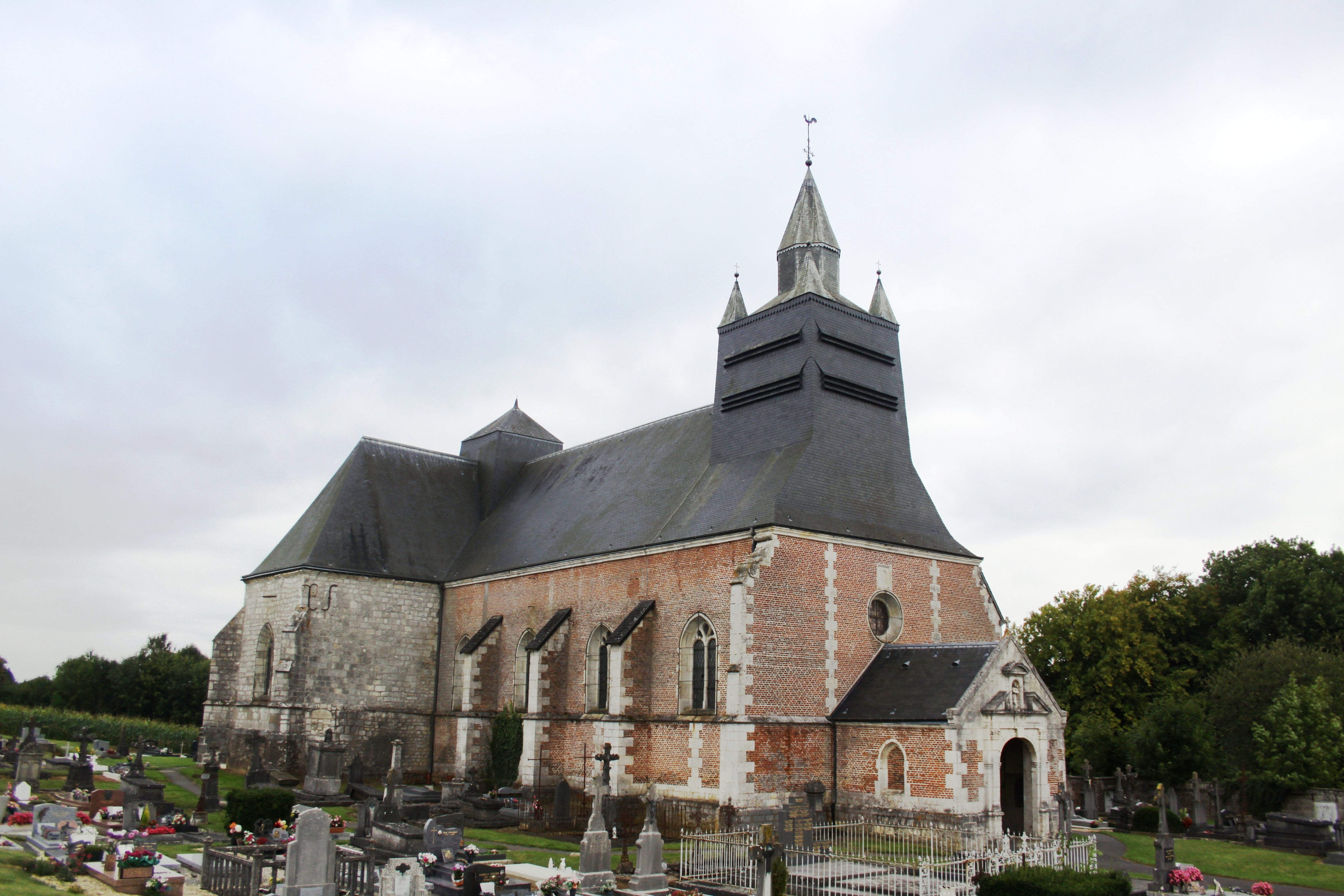
Kostel Saint-Sulpice (16. stol.)